# Absolutely Curtains
„Absolutely Curtains“ je desátá a zároveň poslední skladba ze sedmého studiového alba britské progresivně rockové skupiny Pink Floyd Obscured by Clouds, vydaného v červnu roku 1972. Skladbu napsali všichni tehdejší členové skupiny Nick Mason, David Gilmour, Roger Waters a Richard Wright.

## Původní sestava
- Rick Wright - varhany Farfisa a Hammond, piáno, Wurlitzer, syntezátor VCS3
- Nick Mason – perkuse, činely
- Mapuga tribe – hlasy